# Gösdorf
Gösdorf ist ein Ortsteil der Gemeinde Nobitz im Landkreis Altenburger Land in Thüringen.

## Geographie

### Lage und Verkehr
Gösdorf liegt mit seiner Gemarkung an der Grenze von Thüringen zu Sachsen. Durch den Ort verläuft die Bundesstraße 180.

### Nachbarorte
|            | Oberarnsdorf                                |            |
| Tautenhain | Kompassrose, die auf Nachbargemeinden zeigt | Ziegelheim |
|            | Harthau                                     | Gähsnitz   |

## Geschichte
Im Jahr 1180 (mit einem Fragezeichen versehen) wurde das Dorf erstmals urkundlich als „Göswinsdorf“ erwähnt. Die Gemeinde nennt das Datum 1336. Das von deutschen Siedlern aufgebaute Dorf fiel 1548 aus unbekannten Gründen wüst und wurde 1553 wieder aufgebaut. Gösdorf gehörte zum wettinischen Amt Altenburg, welches ab dem 16. Jahrhundert aufgrund mehrerer Teilungen im Lauf seines Bestehens unter der Hoheit folgender Ernestinischer Herzogtümer stand: Herzogtum Sachsen (1554 bis 1572), Herzogtum Sachsen-Weimar (1572 bis 1603), Herzogtum Sachsen-Altenburg (1603 bis 1672), Herzogtum Sachsen-Gotha-Altenburg (1672 bis 1826). Bei der Neuordnung der Ernestinischen Herzogtümer im Jahr 1826 kam der Ort wiederum zum Herzogtum Sachsen-Altenburg.
Nach der Verwaltungsreform im Herzogtum gehörte er bezüglich der Verwaltung zum Ostkreis (bis 1900) bzw. zum Landratsamt Altenburg (ab 1900). Das Dorf gehörte ab 1918 zum Freistaat Sachsen-Altenburg, der 1920 im Land Thüringen aufging. 1922 kam es zum Landkreis Altenburg.
Am 1. Juli 1950 wurde Gösdorf nach Großmecka eingemeindet. Bei der zweiten Kreisreform in der DDR wurden 1952 die bestehenden Länder aufgelöst und die Landkreise neu zugeschnitten. Somit kam Gösdorf als östlichster Ort des Kreises Schmölln an den Bezirk Leipzig, der seit 1990 als Landkreis Schmölln zu Thüringen gehörte und 1994 im Landkreis Altenburger Land aufging. Mit der Gemeinde Großmecka kam Gösdorf am 1. November 1973 zur Gemeinde Podelwitz. Das landwirtschaftliche geprägte Dorf erlebte nach der Wende einen baulichen Aufschwung. Mit dem Aufgehen der Gemeinde Podelwitz in der Einheitsgemeinde Saara wurde Gösdorf am 1. Januar 1996 ein Ortsteil dieser Gemeinde, bis diese wiederum am 31. Dezember 2012 zu Nobitz kam.

## Wirtschaft und Infrastruktur
Im Ort existiert die Freiwillige Feuerwehr und durch die Lage an der B 180 siedelte sich ein Autohaus an.